# Medaglia per meriti nello sviluppo dell'energia nucleare
La medaglia per meriti nello sviluppo dell'energia nucleare è un premio statale della Federazione Russa.

## Storia
La medaglia è stata istituita con il decreto presidenziale n° 133 del 16 marzo 2015 che segna il 70º anniversario dell'industria nucleare russa. Il decreto ha istituito anche il titolo di "operaio onorato dell'industria nucleare della Federazione Russa".

## Assegnazione
La medaglia è assegnata ai cittadini per premiare i risultati nel campo della ricerca, dello sviluppo e dell'uso dell'energia nucleare, per i contributi in materia di sicurezza nucleare e formazione e per altri risultati nello sviluppo dell'energia atomica russa per le capacità difensive, gli interessi nazionali e la cooperazione internazionale. I cittadini stranieri possono ricevere la medaglia per contributi allo sviluppo dell'industria nucleare della Federazione Russa.

## Insegne
- La medaglia è d'argento. Il dritto reca il simbolo dell'atomo sopra le immagini di un rompighiaccio nucleare, di un sottomarino nucleare e di una centrale nucleare. Il rovescio reca l'iscrizione "Per il merito nello sviluppo dell'energia nucleare" (Russo: «ЗА ЗАСЛУГИ В ОСВОЕНИИ АТОМНОЙ ЭНЕРГИИ»), con le lettere "N°" e il numero di serie del premio in rilievo sotto l'iscrizione.[3]
- Il nastro è bianco con una striscia rossa centrale e due strisce blu di lato.